# Winterstein-Taunuskamm
Der Winterstein-Taunuskamm ist ein bis 518 m ü. NHN hoher Teil des Taunushauptkamms und zugleich naturräumliche Untereinheit (Ordnungsnummer 301.4) der Haupteinheit Hoher Taunus (301) im Wetteraukreis und Hochtaunuskreis, Hessen.

## Geographie

### Lage
Der Winterstein-Taunuskamm liegt im Naturpark Taunus etwa zwischen Ober-Mörlen im Nordnordosten, Bad Nauheim im Nordosten, Friedberg und Ockstadt im Ostnordosten, Ober- und Nieder-Rosbach im Osten, Köppern im Südosten, Friedrichsdorf und Bad Homburg vor der Höhe im Süden, dem Kastell Saalburg im Südwesten, Wehrheim und Pfaffenwiesbach im Westen sowie Friedrichsthal und Langenhain-Ziegenberg im Nordwesten.

### Naturräumliche Zuordnung
Der Höhenzug bildet in der naturräumlichen Haupteinheitengruppe Taunus (Nr. 30) und in der Haupteinheit Hoher Taunus (301) die Untereinheit Winterstein-Taunuskamm (301.4). In derselben Haupteinheit grenzen die Untereinheiten Johannisberg-Taunus oder Nauheimer Taunussporn (301.5) im Nordosten und Feldberg-Taunuskamm (301.3) im Südwesten an.
Die Landschaft fällt nach Südosten in die zur Haupteinheit Vortaunus (300) zählende Untereinheit Homburger Vortaunus (300.3) ab, nach Westen leitet sie in das Usinger Becken (302.5) über und nach Nordwesten in die Münster-Maibach-Schwelle (302.4), zwei Untereinheiten der Haupteinheit Östlicher Hintertaunus (302).
Nach Osten fällt die Landschaft in die zur Untereinheit Südliche Wetterau (234.3) gehörende Friedberger Wetterau (234.30) ab und nach Norden in die zur Untereinheit Nordwestliche Wetterau (234.2) zählende Mörlener Bucht (234.21), zwei Naturräumen der in der Haupteinheitengruppe Rhein-Main-Tiefland (23) liegenden Haupteinheit Wetterau (234).

### Berge
Zu den Bergen und Erhebungen des Winterstein-Taunuskamms gehören – sortiert nach Höhe in Meter (m) über Normalhöhennull (NHN; wenn nicht anders genannt laut ):
- Steinkopf (518,0 m), nordwestlich von Ober-Rosbach
- Saukopf (485 m), westnordwestlich von Ober-Rosbach
- Winterstein (Taunus) (482,3 m), südsüdwestlich von Ober-Mörlen
- Gickelsburg (470,9 m), westnordwestlich von Friedrichsdorf

### Fließgewässer
Zu den Fließgewässern gehören mit dem Wiesbach, Holzbach und Seebach drei Zuflüsse der den Naturraum nördlich umfließenden Usa, mit dem Straßbach, ein Zufluss der östlich verlaufenden Wetter und mit dem Rosbach und Erlenbach zwei Zuflüsse der südöstlich fließenden Nidda.

## Infrastruktur
Parallel zum Winterstein-Taunuskamm verlief in römischer Zeit der Obergermanisch-Raetische Limes (RLK-Strecken 3 und 4, Hochtaunus- und Osttaunusstrecke). Größere Kastellanlagen sind das am Südwestrand befindliche Kastell Saalburg mit Museum und das etwa im Mittelteil liegende, gut erhaltene Kastell Kapersburg. Zu den markanten Stellen und Sehenswürdigkeiten des Winterstein-Taunuskamms gehören ferner ein 105,35 m hoher Fernmeldeturm auf dem Steinkopf und der 17,65 m hohe Aussichtsturm Wintersteinturm auf dessen Ausläufer Winterstein.
Östlich vorbei am Naturraum und durch seinen Nordostteil verläuft die Bundesautobahn 5 mit den Anschlussstellen Ober-Mörlen und Friedberg. Auf Letztere stößt zwischen Ober- und Nieder-Rosbach und Köppern die Bundesstraße 455, die sich jenseits der Autobahn als Landesstraße 3057 in Richtung Köppern fortsetzt. Etwa entlang der Südwestgrenze des Naturraums führt die B 456 von Bad Homburg vorbei an der Saalburg und an Wehrheim nach Usingen. Durch den Südteil des Naturraums und westlich vorbei am Steinkopf verläuft der den Limes kreuzende Europäische Fernwanderweg E3.